# Marit Larsen
Marit Elisabeth Larsen est une chanteuse et auteure-compositrice-interprète norvégienne née le 1er juillet 1983 à Lørenskog. Elle commence sa carrière en 1999 en tant que membre du groupe de musique Pop M2M. Depuis la séparation du groupe, elle a poursuivi une carrière solo, en sortant son premier album, intitulé Under the surface, en 2006.

## Biographie

### Les débuts avec M2M
Marit Larsen commence sa carrière de chanteuse au sein du groupe norvégien M2M avec sa partenaire Marion Raven. Larsen et Raven se connaissent depuis l'âge de cinq ans et forment un duo musical au milieu des années 1990. Initialement, elles veulent s'appeler M&M, mais comme ce nom était déjà pris par une marque de confiserie et le rappeur connu Eminem, elles optent pour le nom M2M. Le premier single du groupe, Don't Say You Love Me, sort en 1999 et apparaît sur la bande son du film Pokémon, le film : Mewtwo contre-attaque. Le succès de ce film lance la carrière de M2M, qui sortent deux albums et plusieurs singles à succès (dont Don't Say You Love Me, Mirror Mirror et Everything).
Pourtant, après avoir vendu plus de deux millions d'album et dix millions de singles, le duo se sépare en 2002.

### Carrière solo

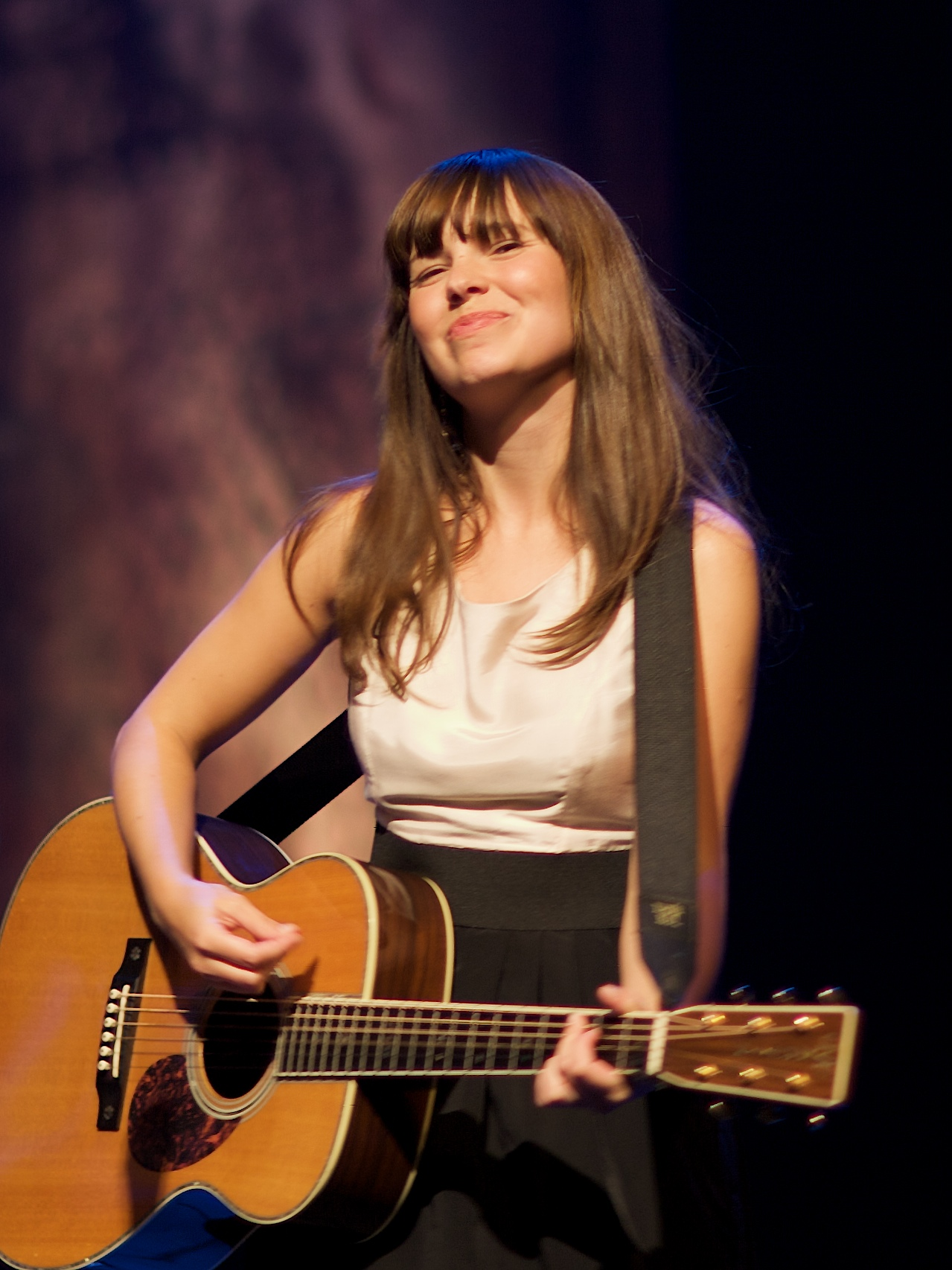
Marit Larsen lors d'un concert en septembre 2009.

Marit Larsen poursuit une carrière solo en publiant en automne 2005 son album Under the Surface. Le premier single Don't Save Me réussit à grimper jusqu'à la première place du Top 50 norvégien et de conserver cette place pendant 5 semaine consécutives. Les extraits suivants Under the Surface, Only A Fool et Solid Ground rencontrent eux aussi du succès.
En 2008, elle présente son deuxième album solo The Chase, dont le premier extrait If A Song Could Get Me You connaît un succès fulgurant. Cette chanson est sa première à être publiée en dehors de la Norvège et elle devient un vrai tube en Europe centrale (#1 en Allemagne et en Autriche, #2 en Suisse).
En 2010, elle collabore avec le chanteur belge Milow sur la chanson Out of My Hands.

## Discographie

### Albums studio
| Année | Album                  | Classement | Classement | Classement |
| Année | Album                  | NO         | DE         | CH         |
| ----- | ---------------------- | ---------- | ---------- | ---------- |
| 2006  | Under the Surface      | 3          | —          | —          |
| 2008  | The Chase              | 1          | —          | —          |
| 2011  | Spark                  | 2          | 57         | 36         |
| 2014  | When The Morning Comes | 1          | 71         | 53         |

### Compilations
| Année | Album                      | Classement | Classement | Classement | Classement |
| Année | Album                      | NO         | AT         | DE         | CH         |
| ----- | -------------------------- | ---------- | ---------- | ---------- | ---------- |
| 2009  | If A Song Could Get Me You | —          | 7          | 3          | 2          |

### Singles
| Année | Single                                   | Classement | Classement | Classement | Classement | Classement | Album                      |
| Année | Single                                   | NO         | AT         | DE         | CH         | IS         | Album                      |
| ----- | ---------------------------------------- | ---------- | ---------- | ---------- | ---------- | ---------- | -------------------------- |
| 2006  | "Don't Save Me"                          | 1          | —          | —          | —          | —          | Under the Surface          |
| 2006  | "Under the Surface"                      | 6          | —          | —          | —          | —          | Under the Surface          |
| 2006  | "Only A Fool"                            | 14         | —          | —          | —          | —          | Under the Surface          |
| 2007  | "Solid Ground"                           | —          | —          | —          | —          | —          | Under the Surface          |
| 2008  | "If A Song Could Get Me You"             | 1          | —          | —          | —          | —          | The Chase                  |
| 2008  | "I've Heard Your Love Songs"             | —          | —          | —          | —          | —          | The Chase                  |
| 2009  | "Addicted"                               | —          | —          | —          | —          | —          | The Chase                  |
| 2009  | "Fuel"                                   | —          | —          | —          | —          | —          | The Chase                  |
| 2009  | "If A Song Could Get Me You" (réédition) | —          | 1          | 1          | 2          | 19         | If A Song Could Get Me You |
| 2010  | "Under the Surface" (réédition)          | —          | 64         | 38         | —          | —          | If A Song Could Get Me You |
| 2010  | "Don't Save Me" (réédition)              | —          | —          | 47         | 63         | —          | If A Song Could Get Me You |
| 2011  | "Vår beste dag"                          | 1          | —          | —          | —          | —          | —                          |
| 2011  | "Coming Home"                            | —          | —          | —          | —          | —          | Spark                      |
| 2012  | "Don't Move"                             | —          | —          | —          | —          | —          | Spark                      |
| 2014  | "I Don't Want To Talk About It"          | —          | —          | —          | —          | —          | When The Morning Comes     |
| 2015  | "Faith & Science"                        | —          | —          | —          | —          | —          | When The Morning Comes     |
| 2015  | "Please Don't Fall For Me"               | —          | —          | —          | —          | —          | When The Morning Comes     |
| 2015  | "Traveling Alone"                        | —          | —          | —          | —          | —          | When The Morning Comes     |

#### Collaborations
| Année | Single                         | Classement | Classement | Classement | Classement | Album |
| Année | Single                         | NO         | AT         | DE         | CH         | Album |
| ----- | ------------------------------ | ---------- | ---------- | ---------- | ---------- | ----- |
| 2010  | "Out Of My Hands" (avec Milow) | —          | 44         | 19         | 21         | Milow |